# DJ YUTAKA
DJ YUTAKA（ディージェイ・ユタカ）は、日本のヒップホップDJ・プロデューサー・トラックメイカーである。 旧名：YUTAKA FRESH J。
ハイチ地震により深刻なダメージを受けたハイチを復興させるチャリティ企画「JP2HAITIプロジェクト」の代表でもある。

## 略歴
- 1979年、DJ活動を開始[2]。
- 1982年、渡米し、アフリカ・バンバータ率いる「ZULU NATION」に参加。当時のDJネームは「YUTAKA FRESH J」。
- 帰国後はUNITED NATIONSシリーズほかソロ名義作品を制作する傍ら、東京都目黒区に自身のレコーディングスタジオであるRhythm & Beats Studioを経営している。
- 2010年、長年、実行委員を務めてきた盟友CRAZY-Aが不祥事により辞退しているB BOY PARK 2010の実行委員長を代わりに務める。
- 2011年2月2日、ハイチを復興させるチャリティ企画「JP2HAITIプロジェクト」として、シングル「光 -Hikari-」を発売[3]。

- 2015年に再渡米、ロサンゼルスにスタジオをセットアップ[4]し Royal Flush ClubにDJとして参加している。

## JP2HAITIプロジェクト
- 2011年2月2日、ハイチ地震により深刻なダメージを受けたハイチを復興させるチャリティ企画「JP2HAITIプロジェクト」として、シングル「光 -Hikari-」を発売。DJ YUTAKAは45 a.k.a. SWING-O、TOKU、高木完、武内享、ZEEBRAなどとともに作曲を担当。

## ディスコグラフィー

### シングル
- CHANCE -UNITED NATIONS EP （2000年7月19日）
- UNITED NATIONS EP #1 （2000年8月26日）
- Self Destruction feat. ZEEBRA, K DUB SHINE, RHYMESTER + KOHEI JAPAN & ラッパ我リヤ （2003年3月5日）
- サクセスのひみつ feat. RHYMESTER （2003年5月14日）
- In Da Club (Bounce with Me) feat. DABO （2003年6月11日）
- Original Flow feat. ラッパ我リヤ （2003年8月20日）
- Revolution feat. SPHERE of INFLUENCE （2003年8月29日）
- deep blue feat. 大黒摩季 （2003年9月18日）
- 光 -Hikari- （2011年2月2日） JP2HAITI名義

### 配信限定シングル
| 発売日         | タイトル                                                |
| -------------- | ------------------------------------------------------- |
| 2020年7月30日  | Swag On Ten (feat. Sweet C Supreme, Shonn P & Mad Lion) |
| 2020年8月1日   | Cali (feat. Sweet C Supreme, Shonn P)                   |
| 2021年12月24日 | UNDER THE MOONLIGHT (feat. TAKABO, DONPATHC & RUEED)    |
| 2022年8月3日   | Dyna Shit (feat. BOO a.k.a フルスイング & KENNY-G)      |
| 2023年3月21日  | Bounce Back                                             |
| 2023年5月11日  | Arigato Mama                                            |
| 2023年5月26日  | Westside Party (feat. Zeebra & Kid Gotti)               |

### アルバム
- UNITED NATIONS （2000年7月）
- UNITED NATIONS II （2001年4月25日）AVCD-11923
- UNITED NATIONS“THE REMIX” （2001年10月31日）リミックスアルバム
- UNITED NATIONS III （2003年9月26日）TOCT-25184
- EPISODE I （2004年1月28日）TOCT-25199
- SAVE THE JAPANESE CHILDREN （2005年8月24日）GICH-8
- NEW ERA〜DJ YUTAKA 30th ANNIVERSARY ALBUM (2009年09月16日)UMCK-1324
- Cali Life (2022年6月9日)
- Cali Life 2 (2023年4月18日)

### MIX CD
- DJ YUTAKA presents DEATH ROW MASTERMIX (2007年7月25日)

### 主なリミックス作品
- キングギドラ 「トビスギ〜Don't Do It〜 (DJ YUTAKA Remix)」
- JAMOSA 「STANDING STRONG DJ YUTAKA&JiN REMIX」
- DA PUMP 「Com'on! Be My Girl! (DJ YUTAKA remix)」
- BENNIE K 「Superdome 813 Joint One Remix」
- TVサントラ 「追跡のテーマ813 (DJ YUTAKA/Shingo.S) Remix feat. 童子-T」